# Begonia zimmermannii
Begonia zimmermannii là một loài thực vật có hoa trong họ Thu hải đường. Loài này được Peter ex Irmsch. mô tả khoa học đầu tiên năm 1961.